# Euro-Atlantiske Partnerskabsråd
Det Euro-Atlantiske Partnerskabsråd (engelsk: Euro-Atlantic Partnership Council (EAPC)) er en NATO organisation, der skal fungere som forum for en forbedring af relationerne mellem NATO og europæiske lande der står uden for NATO alliancen, samt dele af Asien i den europæiske periferi. Medlemsstaterne mødes for at samarbejde om en række politiske og sikkerhedsmæssige emner. Rådet blev dannet 29. maj 1997 som afløser for det Nordatlantiske Samarbejdsråd (NACC) og arbejder inden for rammerne af Partnerskab for fred (PfP).